# حسيبة بولمرقة
حسيبة بولمرقة لاعبة ألعاب قوى جزائرية ولدت في 10 جويلية 1968 بمدينة قسنطينة عاصمة الشرق الجزائري تفوقت في سباقات الجري للمسافات المتوسطة والطويلة. ونجحت في الوصول إلى أن تصبح بطلة رياضية على المستويين العالمي والأوليمبي. فهي أول امرأة عربية تفوز بلقب عالمي عندما حققت المركز الأول في سباق 1500م وفازت بالميدالية الذهبية في بطولة العالم الثالثة لألعاب القوى التي أقيمت عام 1991م في طوكيو باليابان حيث سجلت زمنًا قدره 4,02,21 دقائق.

## نبذة تاريخية
بدأت حسيبة طريق البطولة وهي في الخامسة عشرة من عمرها في الجزائر وهي ترتدي السروال الرياضي الطويل. ورغم أنها تعاني صعوبات ومشكلات تحول دون انتظامها في التدريب بحرية كاملة في بلادها، إلا أنها تحرز الكثير من الانتصارات الرياضية، وتحقق العديد من المراكز المتقدمة في سباقات الجري، وتفوز بالكثير من ميداليات التفوق الرياضي المتميزة، فقد فازت بميداليتين ذهبيتين في دورة ألعاب البحر المتوسط الحادية عشرة التي أقيمت عام 1991م في أثينا باليونان حينما حققت المركز الأول في كل من سباقي الجري لمسافة 800م حيث سجلت زمنًا قدره 2,1,27 دقيقة، ومسافة 1500م حيث سجلت زمنًا قدره 4,08,17 دقائق. وحققت المركز الأول في سباق جري 1500م وفازت بالميدالية الذهبية في الدورة الأوليمبية الخامسة والعشرين التي أقيمت في برشلونة بإسبانيا عام 1992م حيث سجلت زمنًا قدره 3,55,40 دقائق. وفي عام 1993م.
فازت بثلاث ميداليات متنوعة: ذهبية حينما حققت المركز الأول في سباق جري لمسافة 800م حيث سجلت زمنًا قدره 2,03,86 دقيقة، وفضية حينما حققت المركز الثاني في سباق جري لمسافة 1500م حيث سجلت زمنًا قدره 4,11,09 دقائق في دورة ألعاب البحر المتوسط الثانية عشرة التي أقيمت في ناربون، وبرونزية حينما حققت المركز الثالث في سباق جري مسافة 1500م حيث سجلت زمنًا قدره 4,04,29 دقائق في بطولة العالم الرابعة لألعاب القوى التي أقيمت في شتوتغارت بألمانيا. وحققت المركز الأول في سباق جري 1500م وفازت بالميدالية الذهبية في بطولة كأس العالم السابعة التي أقيمت في لندن ببريطانيا عام 1994م حيث سجلت زمنًا قدره 4,01,05 دقائق وحققت المركز الأول في سباق جري 1500م وفازت بالميدالية الذهبية في بطولة العالم الخامسة لألعاب القوى التي أقيمت في غوتبرغ بالسويد عام 1995م حيث سجلت زمنًا قدره 4,02,42 دقائق. وفي الترتيب العالمي السنوي للاعبي ألعاب القوى حققت حسيبة المركز الأول لسباق جري مسافة 1500م في عام 1992م بزمن قدره 3,55,30 دقائق والمركز الثاني للسباق نفسه عام 1991م بزمن قدره 4,00,00 دقائق.

## الإنجازات الدولية
- البطولة الإفريقية لألعاب القوى 1988 في 800م و 1500م (ميداليتين ذهبيتين).
- البطولة الإفريقية لألعاب القوى 1989 في 800م و 1500م (ميداليتين ذهبيتين).
- كأس العالم للأمم لألعاب القوى 1989 في 1500م (مرتبة سابعة).
- ألعاب البحر الأبيض المتوسط 1991 في 800م و 1500م (ميداليتين ذهبيتين).
- بطولة العالم لألعاب القوى 1991 في 1500م (ميدالية ذهبية).
- الألعاب الأولمبية الصيفية 1992 في 1500م (ميدالية ذهبية).
- ألعاب البحر الأبيض المتوسط 1993 في 800م (ميدالية ذهبية).
- بطولة العالم لألعاب القوى 1993 في 1500م (ميدالية برونزية).
- نهائي الجائزة الكبرى لألعاب القوى 1993 في المايل (مرتبة خامسة).
- نهائي الجائزة الكبرى لألعاب القوى 1994 في 1500م (مرتبة ثانية).
- كأس العالم للأمم لألعاب القوى 1994 في 1500م (مرتبة أولى).
- بطولة العالم لألعاب القوى 1995 في 1500م (ميدالية ذهبية).
- نهائي الجائزة الكبرى لألعاب القوى 1997 في المايل (مرتبة حادية عشر).

## وصلات خارجية
- حسيبة بولمرقة على موقع الاتحاد الدولي لألعاب القوى (الإنجليزية)
- حسيبة بولمرقة على موقع رابطة إحصائيات سباق الطريق (الإنجليزية)
- حسيبة بولمرقة على موقع اللجنة الأولمبية الدولية (الإنجليزية)
- حسيبة بولمرقة على موقع أوليمبيديا (الإنجليزية)